# Lluís Callejo
Lluís Callejo i Creus (Villafranca del Panadés, 1930 — Barcelona, 1987) fue un compositor de música electroacústica español.
Completó estudios de ingeniería industrial en Barcelona, especializándose en electrónica. Fue autodidacta en el campo de la composición musical. Entre 1948 y 1955 su actividad musical se centró principalmente en la dirección de formaciones corales, dedicándose después a su actividad profesional, participando en proyectos como la instalación de la Central nuclear de Vandellós, Tarragona. 
En 1968 entabló contacto en un concierto de música electroacústica con Josep Maria Mestres Quadreny y reanudó su interés por la actividad musical, decidiendo aplicar su conocimiento de ingeniería electrónica al campo de la producción de sonidos electrónicos. Mestres Quadreny se convirtió en su maestro en el campo de la música contemporánea y más en concreto en la música electroacústica. Ambos junto con Andrés Lewin-Richter fundaron en 1973 el Laboratorio de Música Electroacústica Phonos, en donde Callejo diseñó y construyó diversos instrumentos para la producción de sonido sintético (el primero de los cuales fue un sintetizador de sonidos aleatorios que fue denominado Stokos 4) y compuso varias obras para cinta magnética e instrumentos musicales. 

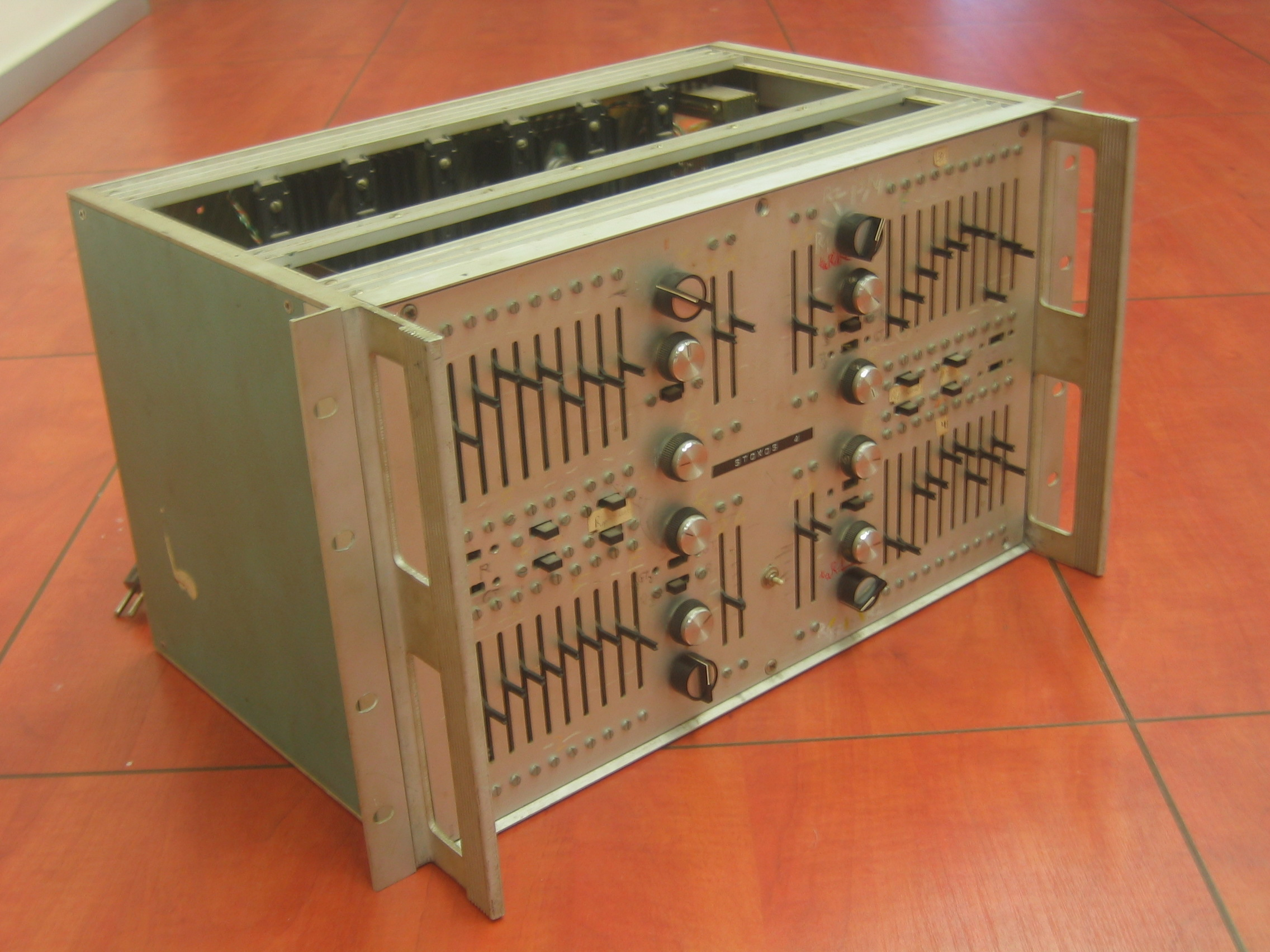
Stokos-4 Synthesiser

Posteriormente fue profesor de Teoría de la Información y de Dinámica de Sistemas en la Universidad Autónoma de Barcelona (UAB), (Universidad Autónoma de Barcelona) y la Universidad Politécnica de Cataluña (UPC) y desde 1979, se dedicó en la Fundación Phonos a la investigación en generación digital de sonido y composición asistida por ordenador. Impartió cursos de informática musical desde 1982. 
En 1974 participó en el Curso Internacional de Música Contemporánea de Darmstadt (Alemania) y en 1982 y 1984 en las conferencias internacionales de Música y Computación realizadas en Venecia (Italia) y París (Francia). Desde 1976 hasta 1986 presentó obras suyas en numerosos festivales de música.

## Stokos IV
Entre otras cosas, Callejo diseñó filtros, mezcladores, generadores de sonidos estocásticos, como el Stokos IV. Consiguió la generación de sonido mediante ordenador usando un microprocessador AIM 65 de Rocwell (1980), con programas desarrollados por Vicente Larios y Conrdado Dubé, como tesis final de carrera bajo la supervisión del propio Callejo.

Galería de imágenes del Stokos-4
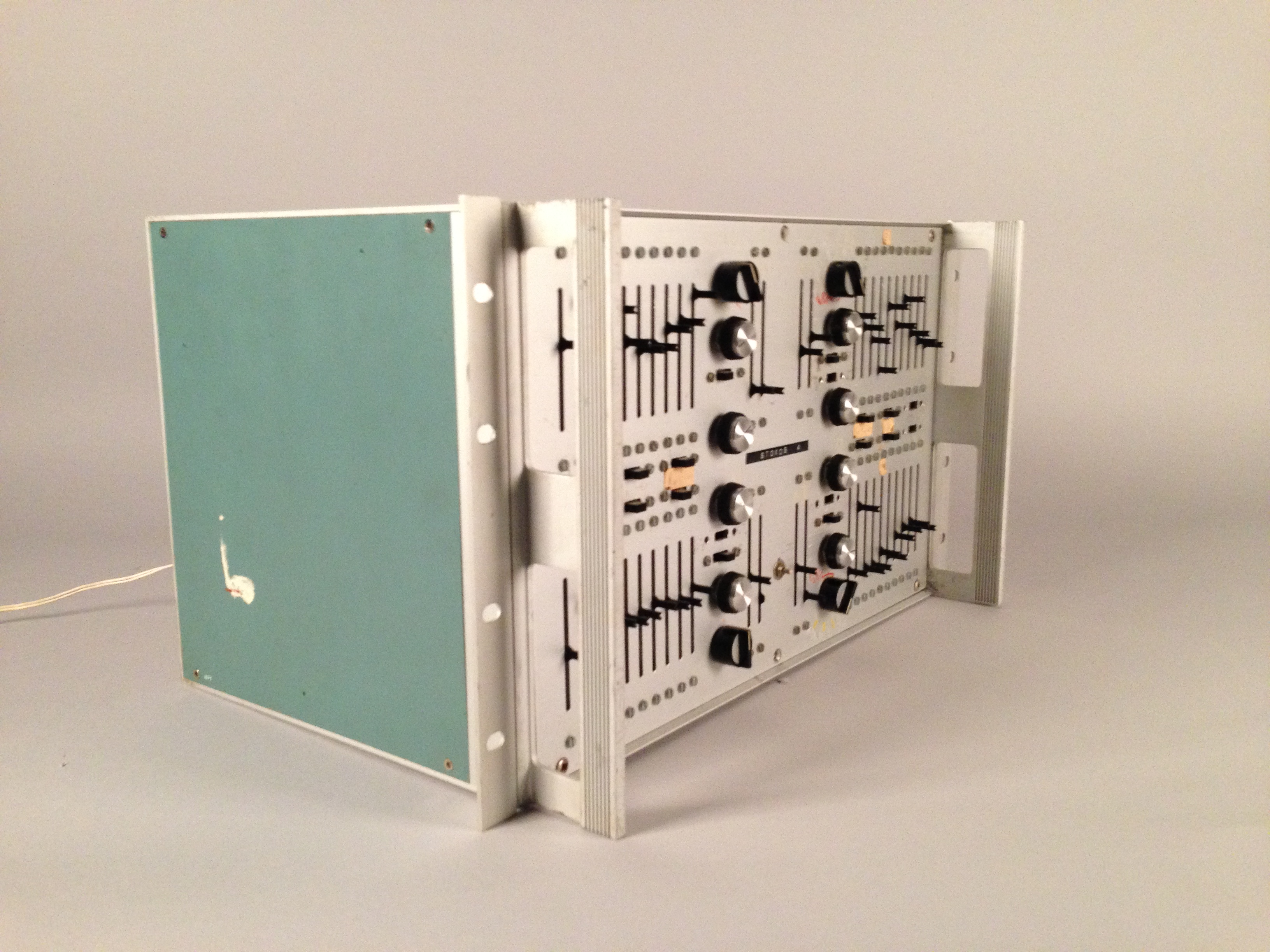
Visión lateral del Stokos IV, en el Museo de la Música de Barcelona
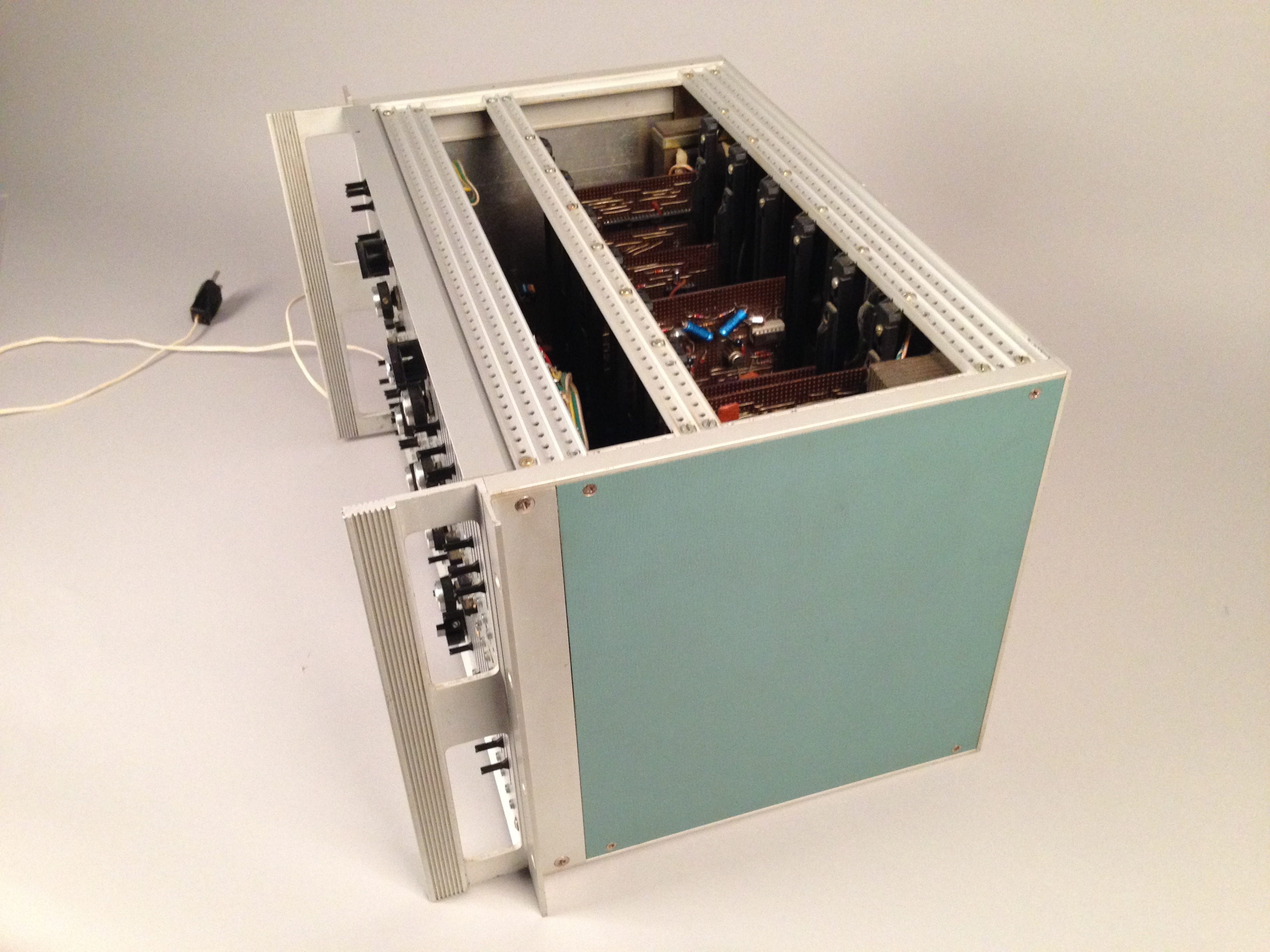
Detalle de las placas internas, el Museo de la Música de Barcelona
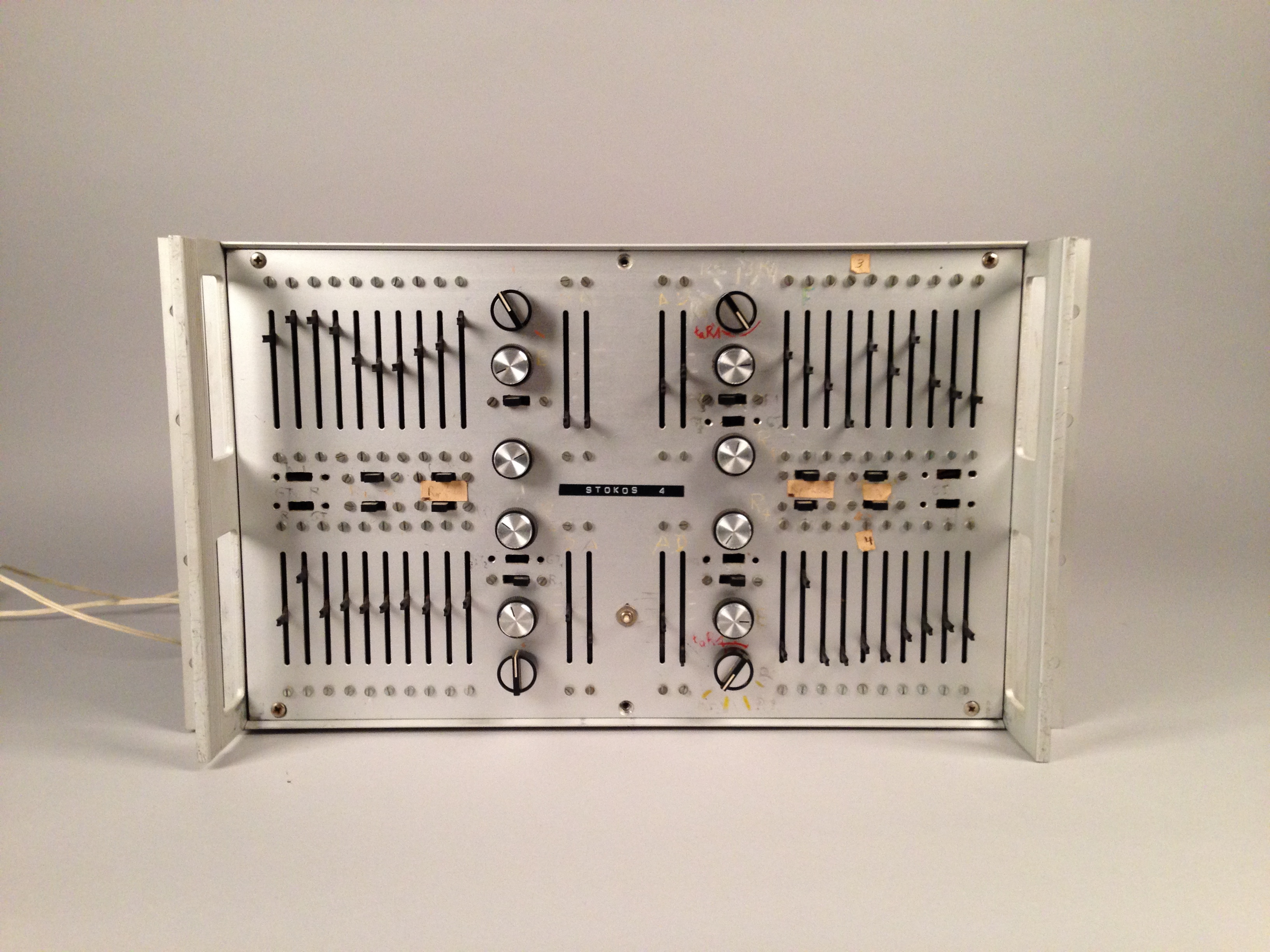
Visión frontal del Stokos IV, en el Museo de la Música de Barcelona

## Obras
- Tríptic  (1977), para flauta, clarinete y cinta magnética (10 ')
- Tèxtils  (1984), para clarinete y cinta magnética (4 ')
- Dibuixos  (1981), para percusión y cinta magnética (8 ')
- Espai sonor  (1976), para oboe y clarinete (4 ')
- Estructures 6502  (1982) para Aim 6502 y Sintetizadores RSFU (7'29)
- Païsatges  (1983) (11'87)
- Trio  (1984), para flauta, oboe y clarinete (3 ')
- A Pitàgores  (1985) (en Do) (5'07)